# Willibald Palatin
 Willibald Palatin (* 11. November 1944 in Kroatisch Minihof; † 1. Jänner 2017 in Wien) war ein österreichischer Boxfunktionär.

## Leben
Palatin wuchs in Kroatisch Minihof auf, einem Dorf im Osten des österreichischen Burgenlandes, heiratete er im Mai 1982 seine Ehefrau Maria, mit der er drei Kinder hatte.
1985 zog die Familie nach Wien. Dort eröffnete er eine Gaststätte sowie ein Unternehmen, das zunächst im Bauwesen angesiedelt war und später EDV und Labortechnik vertrieb. Dies verschaffte ihm im Laufe der Jahre den Berufstitel in Österreich Kommerzialrat, der ehrenhalber für langjährige berufliche Verdienste verliehen wird.
Nationale und internationale Bekanntheit erlangte Palatin durch seine Arbeit als Verbandspräsident und Funktionär im Profiboxsport.
Am 1. Jänner 2017 verstarb Willibald Palatin nach langer Krankheit im Alter von 72 Jahren. Begraben wurde er auf dem Friedhof seines Heimatdorfes Kroatisch Minihof.

## Boxsport
Durch seinem Umzug nach Wien lernte Palatin in der Gaststätte der Familie den damaligen Präsidenten der österreichischen Boxverbandes, Pawel, kennen, der ihn an den Boxsport heranführte und zu Versammlungen mitnahm.
Nachdem er 1986 Mitglied im Faustkämpferverband Austria (FVA), dem österreichischen Nationalverband für professionellen Boxsport wurde, wählte man ihn zunächst 1992 in das Amt des Vizepräsidenten. Nach dem Tod Pawels 1997 wurde Palatin dann zum elften Präsidenten des Verbandes gewählt.
In dieser Funktion führte er dem international bis dato eher als unbedeutend anzusehenden Verband zu großem Ansehen. Hierzu trug insbesondere 2004 die Lizenzvergabe und Sanktionierung des damals größten europäischen Boxstalls Sauerland Event bei, der nach Streitigkeiten die weitere Zusammenarbeit mit dem deutschen Berufsboxverband ablehnte.
Nach zwei erfolgreichen Veranstaltungen in Oberlaa (heute 10. Wiener Gemeindebezirk) in den Jahren 1996 und 1997 einigte man sich 2004 auf eine Zusammenarbeit, um auch auf deutschem Boden gemeinsam veranstalten zu können. So fand die erste Boxveranstaltung von Sauerland-Event auf deutschem Boden, jedoch unter österreichischer Flagge, am 28. Februar 2004 in Dresden statt.
Insbesondere für die konsequente und lückenlose Umsetzung strenger Dopingrichtlinien erlangte der Verband unter Palatins Leitung international große Anerkennung.
Diese Erfolge führten nicht nur dazu, dass eine kontinuierliche Zusammenarbeit mit allen führenden Weltverbänden im Boxsport entstand, sondern ebenfalls, dass Palatins Mitwirken dort gewünscht wurde. So wurde er mehrfach in Vorstand und Exekutivkomitee der European Boxing Union, kurz EBU, Europas ältesten Kontinentalverbandes sowie des Weltverbandes des World Boxing Council, kurz WBC, gewählt.
Nach seinem Tod Anfang 2017 wurde seine älteste Tochter Marion Palatin, die ihn bereits jahrelang als Vorstandsmitglied unterstützte, als neue Präsidentin des österreichischen Profiboxverbandes gewählt. Sie ist die erste Präsidentin in der Geschichte des Verbandes.